# Ботнарешты
Ботнарешты (также Ботнэрешть; рум. Botnărești) — село в Новоаненском районе Молдавии. Является административным центром коммуны Ботнэрешть, включающей также село Салчия.

## География
Село расположено на высоте 86 метров над уровнем моря.

## Население
По данным переписи населения 2004 года, в селе Ботнэрешть проживает 898 человек (448 мужчин, 450 женщин).
Этнический состав села:
| Национальность | Число жителей | Процентный состав |
| -------------- | ------------- | ----------------- |
| молдаване      | 872           | 97.1              |
| украинцы       | 10            | 1.11              |
| русские        | 7             | 0.78              |
| румыны         | 2             | 0.22              |
| гагаузы        | 2             | 0.22              |
| поляки         | 1             | 0.11              |
| прочие         | 4             | 0.45              |
| Всего          | 898           | 100%              |